# Mainfähre Rumpenheim

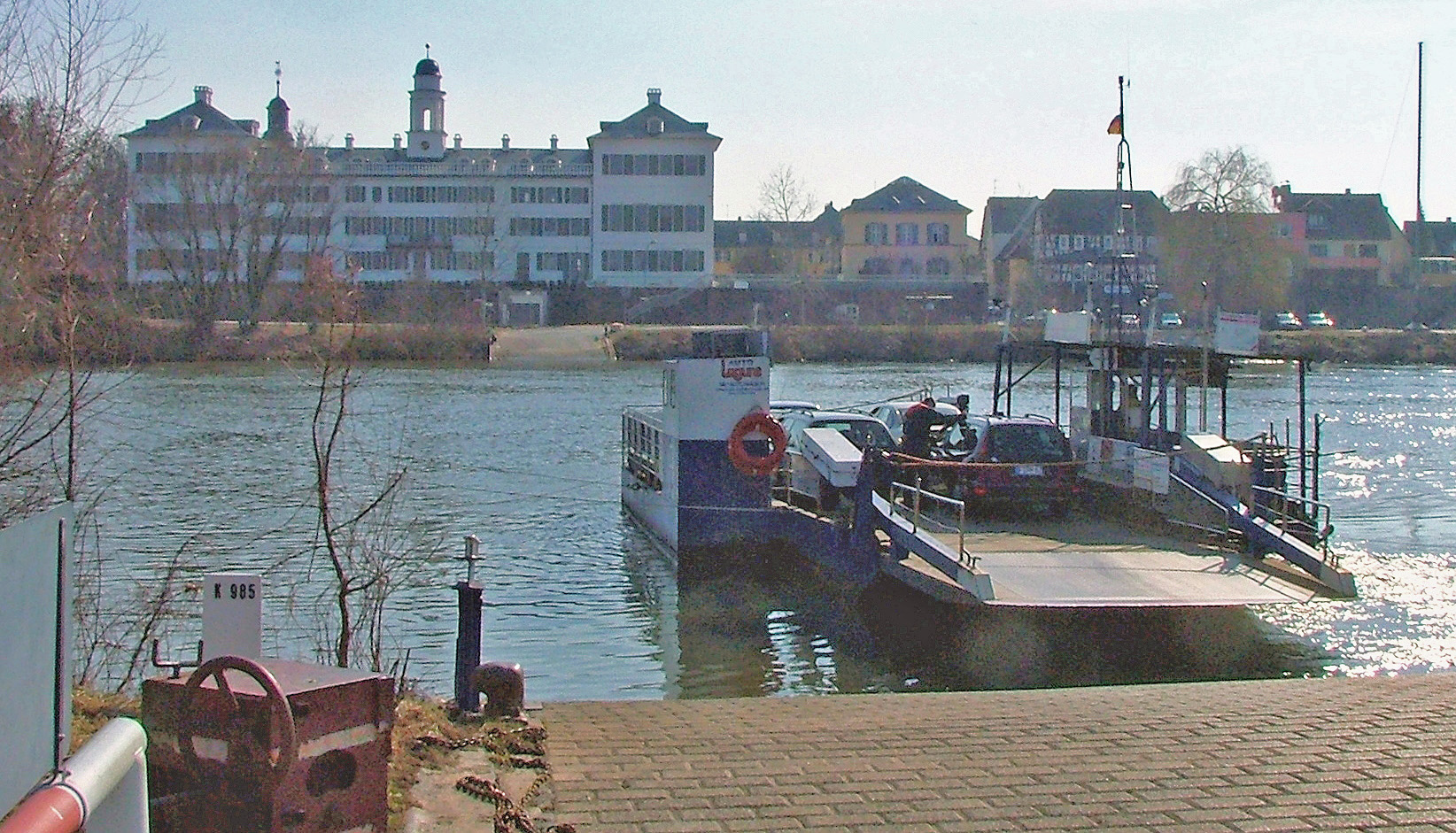
Mainfähre Rumpenheim

Die Mainfähre Rumpenheim ist eine seilgeführte Wagenfähre zwischen Offenbach-Rumpenheim auf der südlichen Main-Seite und einem Zubringer zur Bundesstraße 8 nordmainisch. Sie befindet sich auf Höhe von Mainkilometer 48,06. Stromabwärts ist die nächste Mainquerung für Kraftfahrzeuge die Carl-Ulrich-Brücke sowie der Arthur-von-Weinberg-Steg für Fußgänger und Fahrräder, stromaufwärts die Staustufe Mühlheim für Fußgänger und Radfahrer sowie die Steinheimer Mainbrücke für nicht tragbare Fahrzeuge. Die nächste Mainfähre stromabwärts ist die Mainfähre Höchst.

## Geschichte
Die Fährverbindung in Rumpenheim ist seit Anfang des 17. Jahrhunderts urkundlich belegt. Rumpenheim war eine Hanau-Münzenberger, ab 1736 eine Hessen-Kasseler Exklave auf der südlichen Mainseite. Die einzige Möglichkeit, diesen Landesteil zu besuchen, ohne für die Reise die Grafschaft verlassen zu müssen, war die Fährverbindung.
1960 wurde der Bau von drei zusätzlichen Mainbrücken stromaufwärts der bestehenden Carl-Ulrich-Brücke geplant und 1960 beschloss die Stadt Offenbach am Main daher die Stilllegung der Fähre. Die Brücken wurden jedoch nie gebaut und die Fähre besteht noch heute.
Die kommunal betriebene Fähre wurde privatisiert und an Hans Dill, den früheren Pächter, verkauft. Heute wird die Fähre von den Kindern von Hans Dill betrieben.  Ungewöhnlich ist, dass der Fährverkehr ohne öffentliche Zuschüsse möglich ist.

## Technik

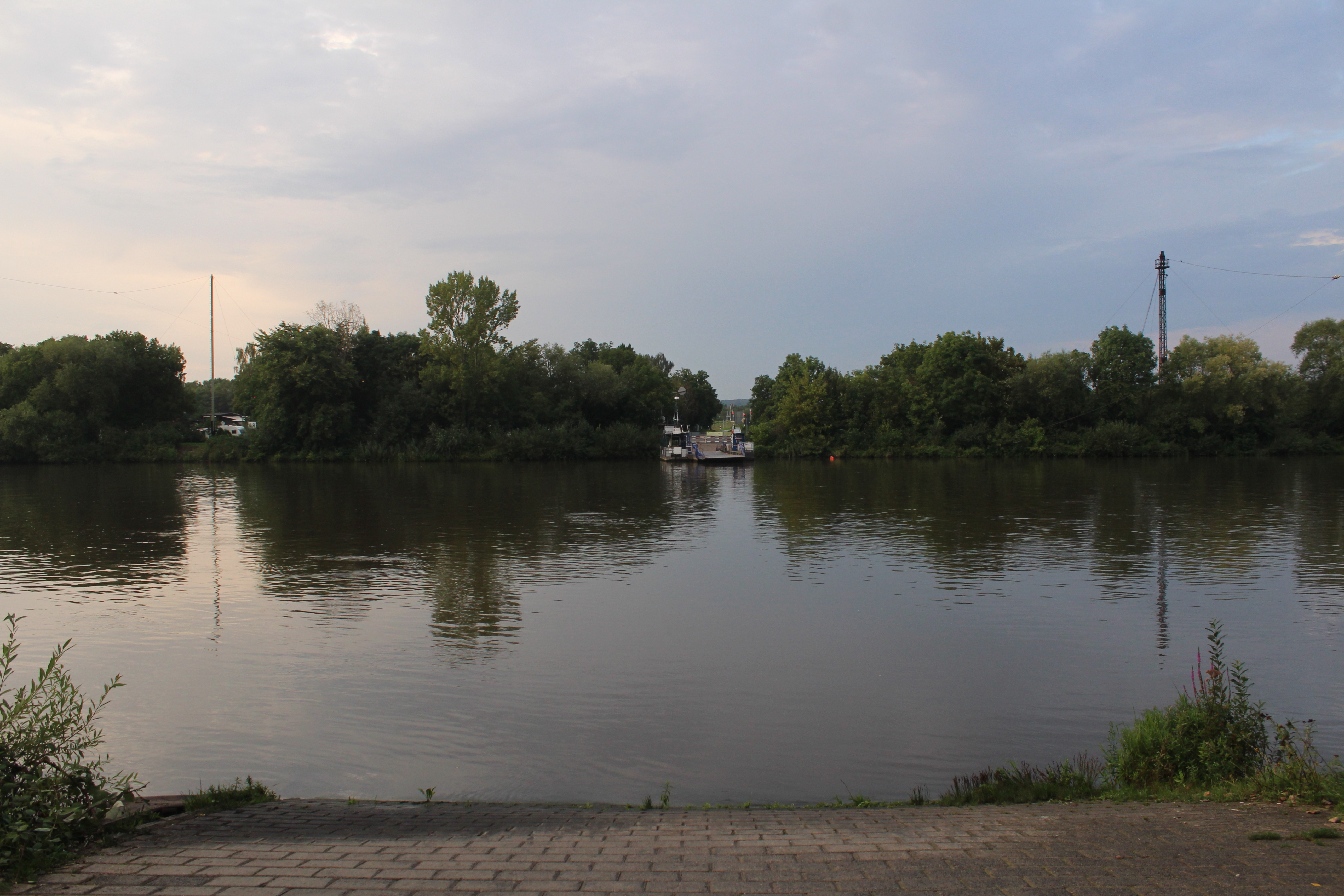
Mainfähre Rumpenheim mit Befestigungsmast für das westliche Führungsseil (links) und für das östliche Führungsseil (rechts)
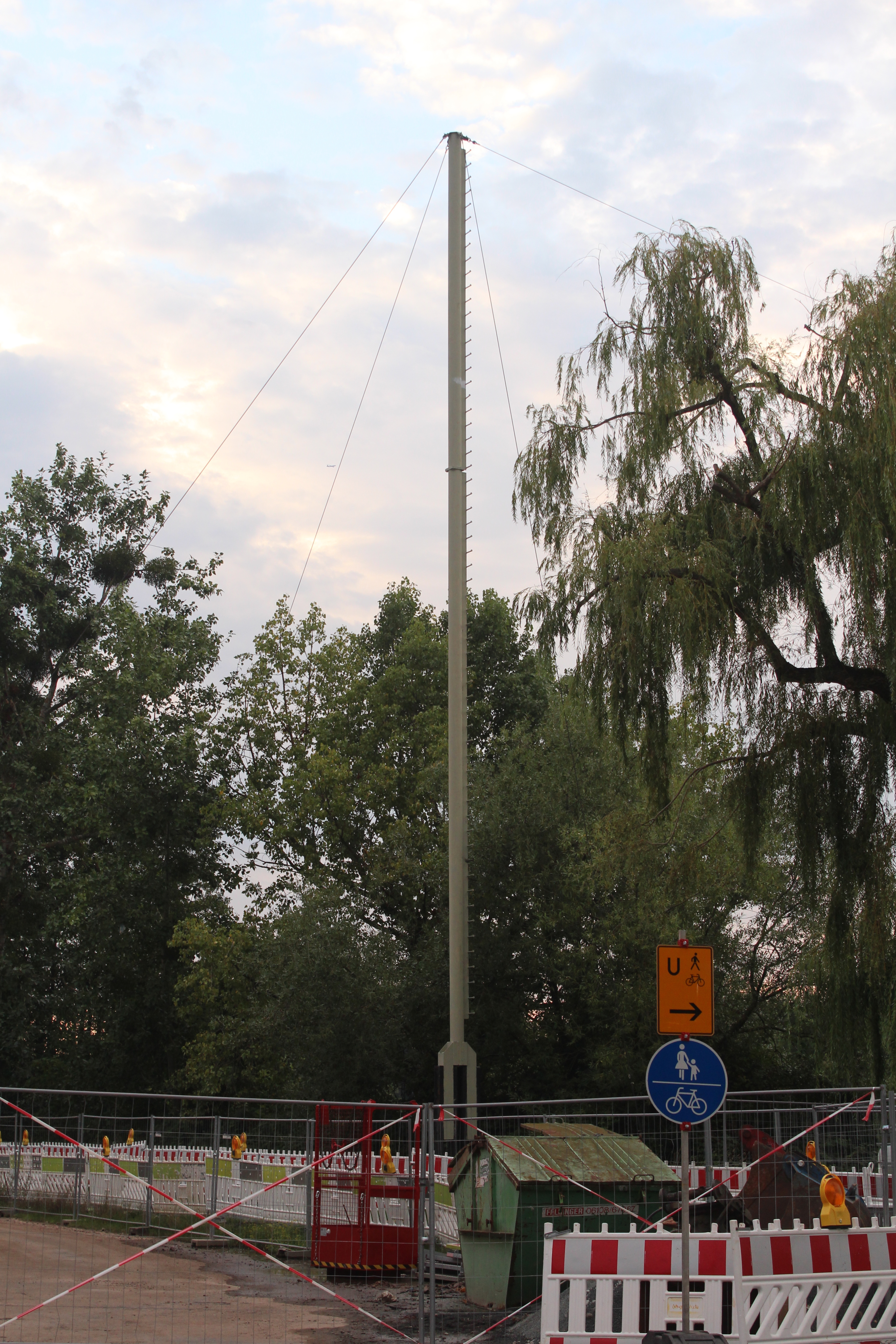
Südlicher Befestigungsmast des westlichen Führungsseils der Rumpenheimer Mainfähre
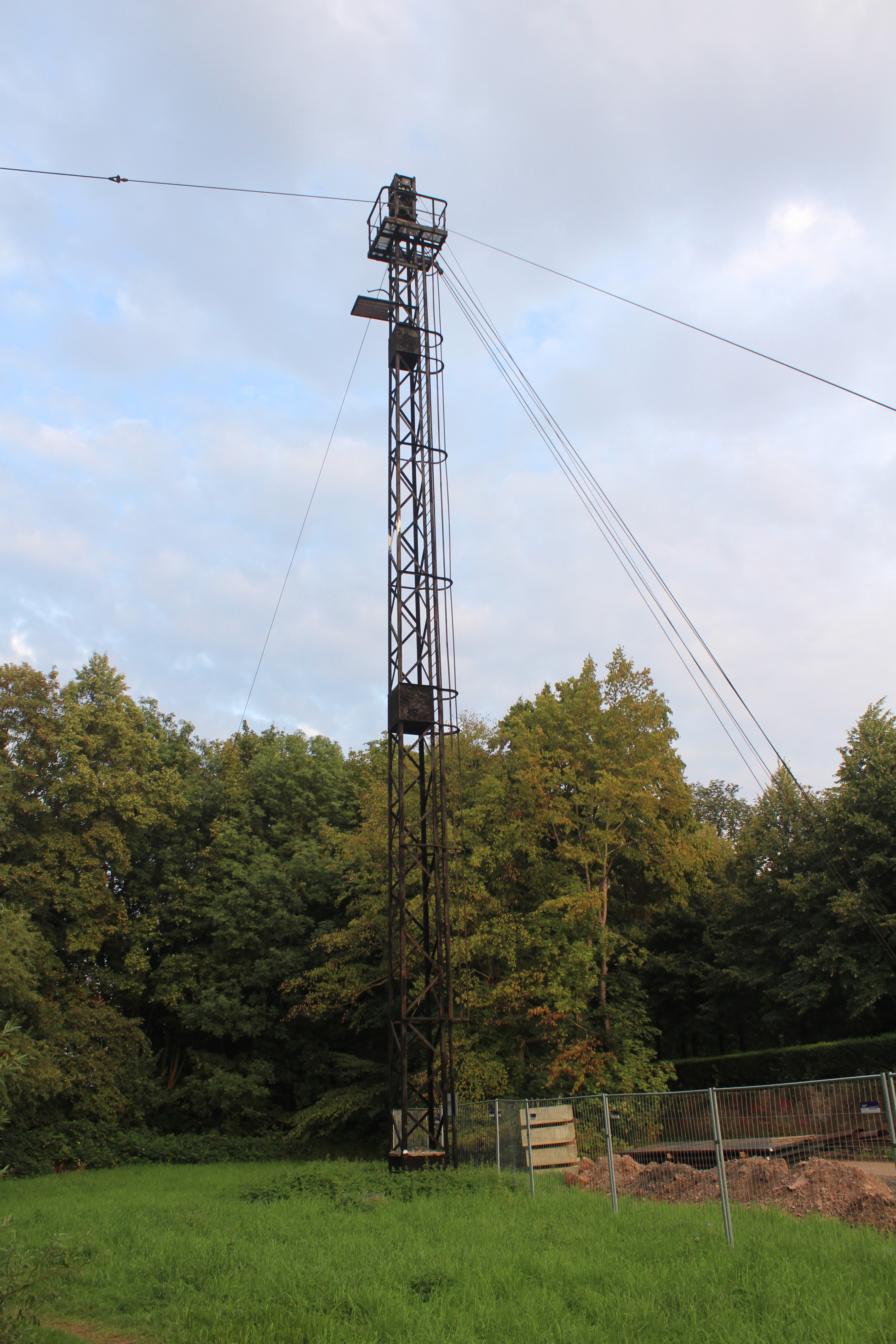
Südlicher Befestigungsmast des östlichen Führungsseils der Rumpenheimer Mainfähre

Die Gierseilfähre verfügt über zwei Führungsseile, die das Abtreiben der Fähre verhindern. Eines dieser Führungsseile überquert den Main westlich und eines östlich der Fährroute. Das westliche Führungsseile hat eine Spannweite von 144 Metern und ist an Stahlrohrmasten befestigt, während das an Gittermasten befestigte östliche Führungsseil eine Spannweite von 173 Metern hat.

Das heutige Schiff stammt aus dem Jahr 1946; es wird seit 1972 in Rumpenheim eingesetzt, ist deutlich größer als sein Vorgänger und war vorher an der Mosel stationiert. Den Vorschub bewirken zwei Dieselmotoren mit 26 und 42 PS. Bis 1972 war die Mainfähre Rumpenheim als Oberleitungsfähre betrieben worden.
Dabei hat die Fähre eine maximale Zuladung von 8,4 Tonnen, einzelne Fahrzeuge dürfen jedoch nicht schwerer als 4,9 Tonnen sein.

## Relikte des Oberleitungsbetriebes

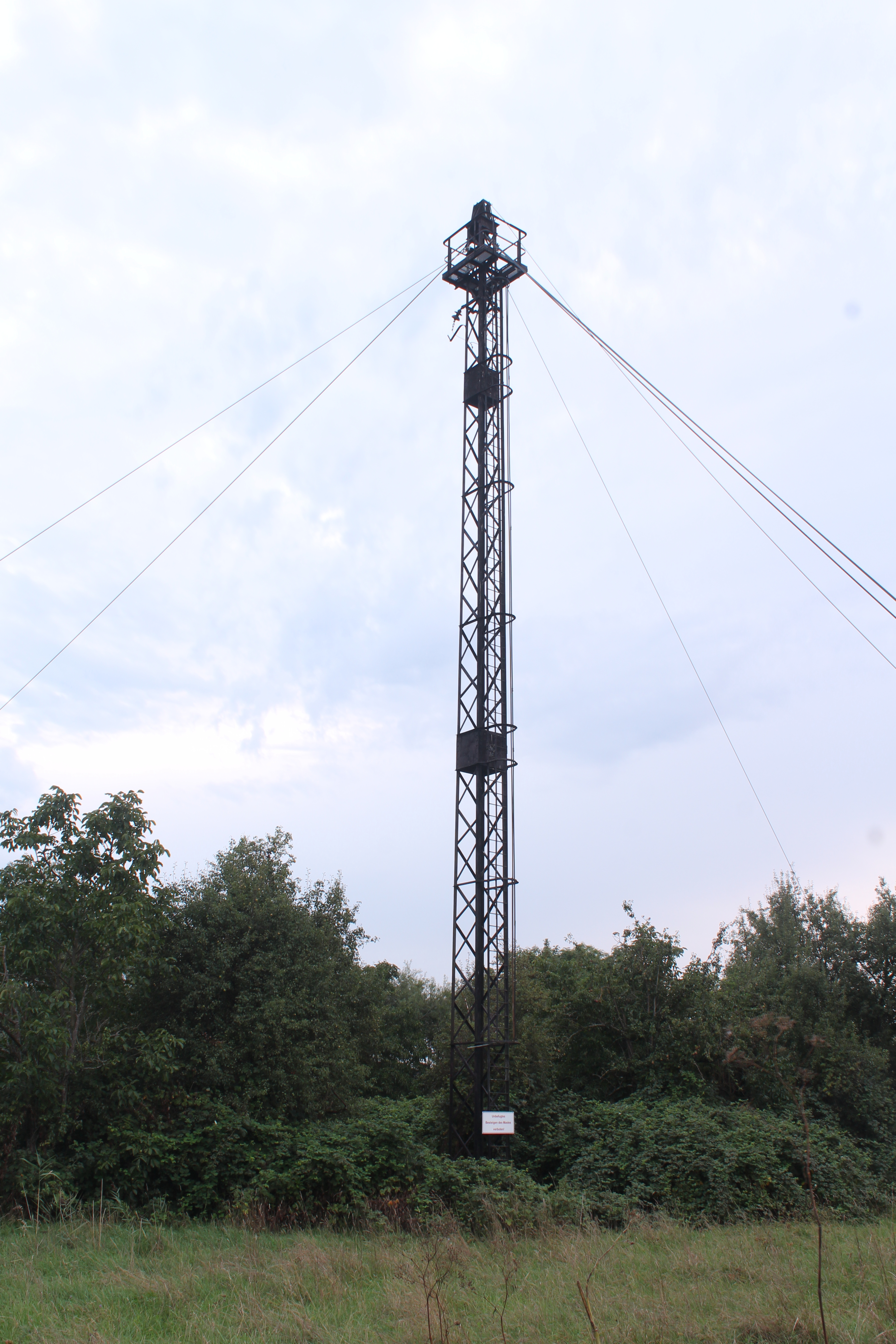
Nördlicher Mast des östlichen Führungsseils
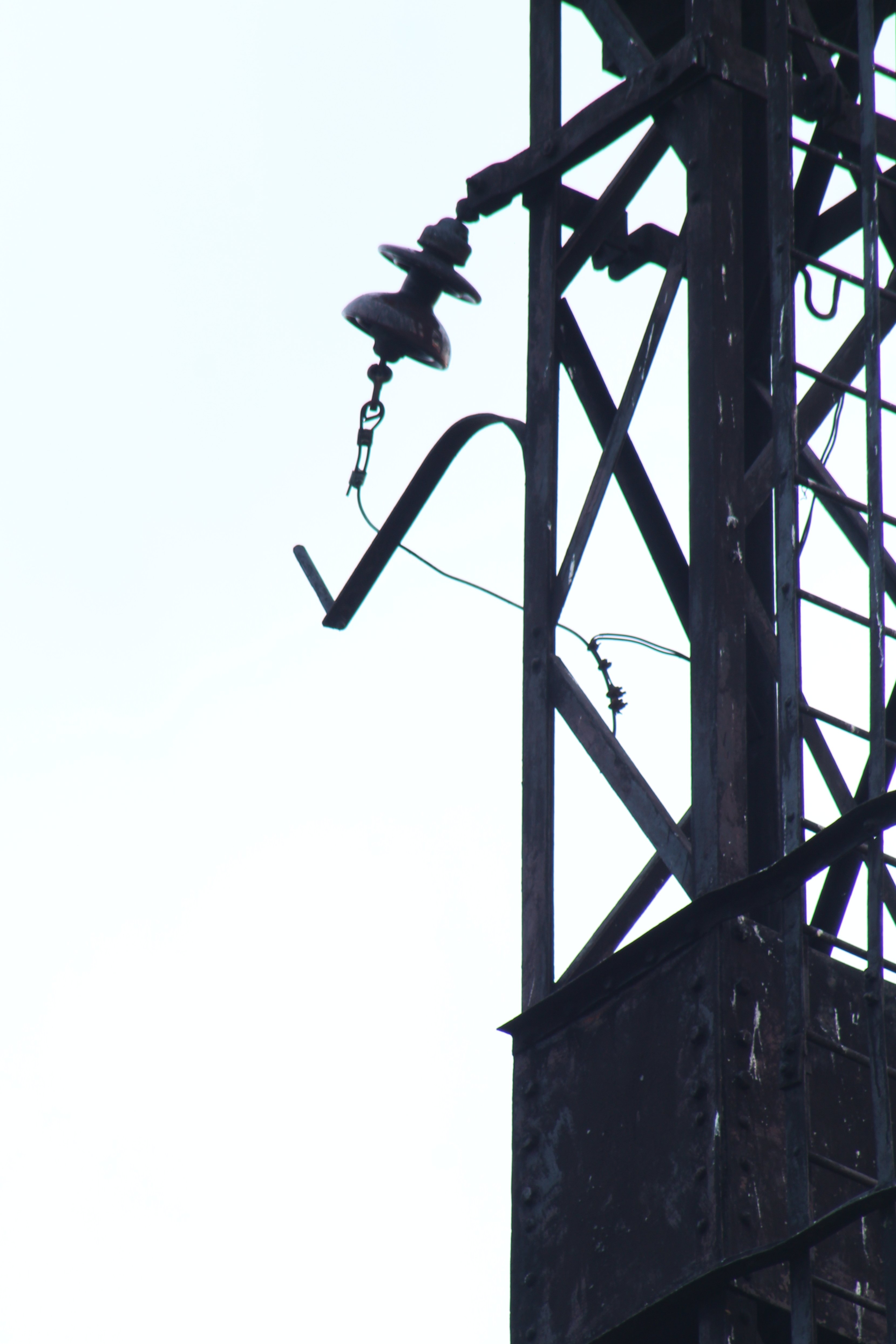
Isolator am nördlicher Mast des östlichen Führungsseils
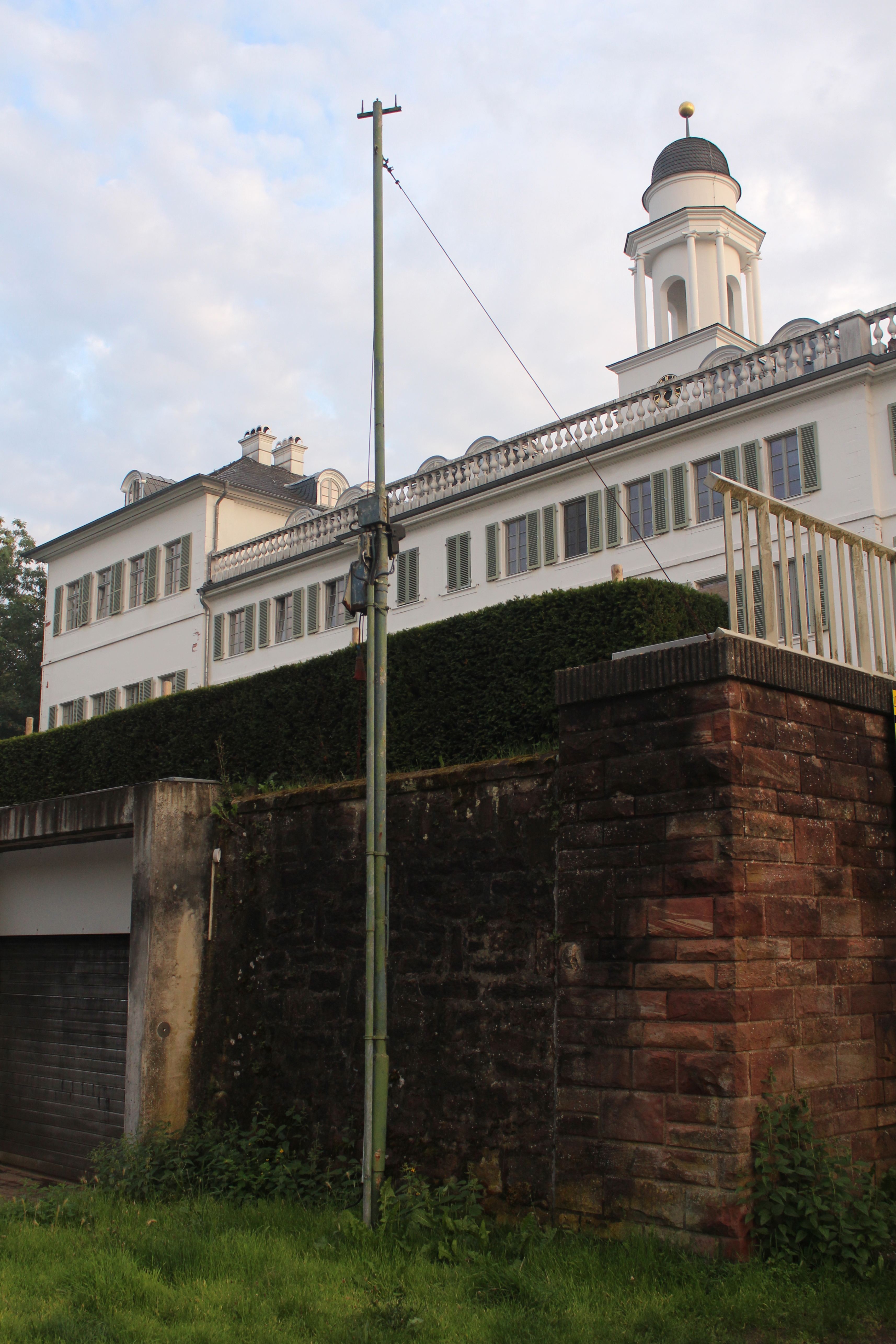
Rohrmast vor dem Rumpenheimer Schloß, über dem einst die Speiseleitung zur Oberleitung gelaufen sein soll
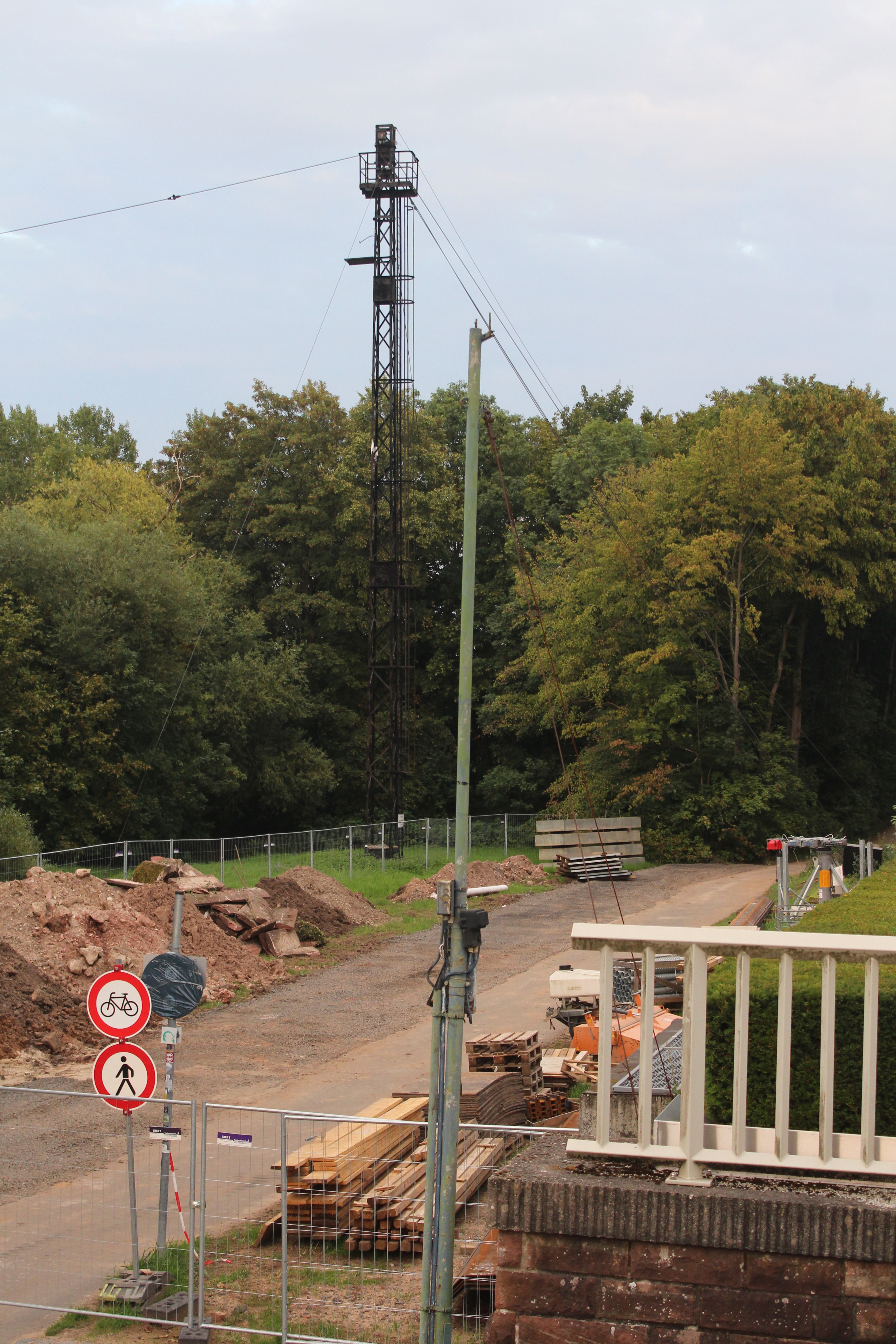
Rohrmast vor dem Rumpenheimer Schloß und südlicher Mast des östlichen Führungsseils. Wie man unschwer erkennen kann, ist die Traverse des Rohr- mastes für eine direkte Leitungsverbindung zum südlichen Mast des östlichen Führungsseils falsch orientiert

Von Ende der 1940er Jahre bis 1971 wurde die Rumpenheimer Mainfähre als Oberleitungsfähre betrieben. Noch heute gibt es einige einschlägige Relikte aus dieser Zeit. So befindet sich am nördlichen Mast, der das östliche Führungsseil trägt, bis heute noch ein Isolator, an dem ein kurzes Stück Draht befestigt ist. 
Laut einem Eintrag in einem Binnenschifferforum soll ein Rohrmast (siehe Bild oben) vor dem Rumpenheimer Schloss zur Stromversorgung der Oberleitung gedient haben, doch ist seine Traverse für eine direkte Leitung von diesem Mast zum südlichen Mast des östlichen Führungsseils, an dem laut Forum-Eintag die Oberleitung begonnen hat, falsch orientiert.

## Betriebszeiten und Tarife
Die Fähre verkehrt täglich mindestens von 8.00 Uhr bis 20.30 Uhr, werktags und in den Sommermonaten auch darüber hinaus. Die Fährtarife beginnen ab 40 Cent für eine Einzelfahrt eines Fußgängers und reichen bis 7,50 Euro für Transporter. Fahrkarten des Rhein-Main-Verkehrsverbundes (RMV) werden nicht anerkannt (Stand: Juni 2015), obwohl die Mainfähre Rumpenheim mit der Liniennummer OF-19 in dessen Nummernschema eingegliedert ist.